# Rumyana Kolarova
Pour les articles homonymes, voir Kolarova.
Rumyana Kolarova (née le 10 juin 1956 à Sofia (Bulgarie) est une sociologue et femme politique bulgare.
Pendant trois mois, du 6 août au 7 novembre 2014, elle est ministre de l’Éducation et des Sciences dans le gouvernement intérimaire de Gueorgui Bliznachki.
Elle est diplômée de l'Université Saint-Clément d'Ohrid de Sofia. Elle s'est spécialisée à la London School of Economics and Political Science, à la New School for Social Research (New York) et à l'Institut universitaire européen de Florence.